# Élections cantonales de 1907 dans la Somme
Les élections cantonales françaises de 1907 ont eu lieu le 24 juillet et 4 août.

## Contexte départemental

### Assemblée départementale sortante
Avant les élections, le conseil général de la Somme est présidé par Louis Rameau (ARD), à la tête du département depuis 1902. Il comprend 41 conseillers généraux issus des 41 cantons de la Somme. 20 d'entre eux sont renouvelables lors de ces élections.
| Parti                                           | Sigle | Sigle | Élus |
| ----------------------------------------------- | ----- | ----- | ---- |
| Centre (28 sièges)                              |       |       |      |
| Parti républicain radical et radical-socialiste |       | PRRRS | 15   |
| Alliance républicaine démocratique              |       | ARD   | 12   |
| Radicaux indépendants                           |       | RI    | 1    |
| Droite (11 sièges)                              |       |       |      |
| Conservateurs                                   |       | Cons. | 6    |
| Fédération républicaine                         |       | FR    | 5    |
| Gauche (2 sièges)                               |       |       |      |
| Section française de l'Internationale ouvrière  |       | SFIO  | 2    |
| Président du conseil général                    |       |       |      |
| Louis Rameau (ARD)                              |       |       |      |

## Conseil général élu
| Canton             | Conseiller sortant          | Étiquette | Candidat élu                | Étiquette |
| ------------------ | --------------------------- | --------- | --------------------------- | --------- |
| Abbeville-Sud      | Charles Bignon              | ARD       | Charles Bignon              | ARD       |
| Acheux-en-Amiénois | Albert Faton de Faverney    | Cons.     | René Pombourcq              | PRRRS     |
| Albert             | Alfred Nançon               | Cons.     | Adrien Dumeigne             | PRRRS     |
| Amiens-Nord-Ouest  | Louis Dutilloy              | SFIO      | Louis Dutilloy              | SFIO      |
| Amiens-Sud-Est     | Alphonse Fiquet*            | PRRRS     | Auguste Thierce             | PRRRS     |
| Ault               | Adéodat Gilson              | PRRRS     | Adéodat Gilson              | PRRRS     |
| Chaulnes           | Ernest Boinet               | ARD       | Ernest Boinet               | ARD       |
| Conty              | Alphonse de l'Épine         | Cons.     | Alphonse de l'Épine         | Cons.     |
| Corbie             | Léon Curé                   | ARD       | Henri Outrequin             | ARD       |
| Crécy-en-Ponthieu  | Émile Coache                | ARD       | Émile Coache                | ARD       |
| Domart-en-Ponthieu | Joseph Billet *             | PRRRS     | Anatole Jovelet             | PRRRS     |
| Hallencourt        | Paul de Bonnault d'Houët    | Cons.     | Roger Colart                | PRRRS     |
| Ham                | Achille-Joseph Bernot       | FR        | Eugène Mahot                | PRRRS     |
| Hornoy-le-Bourg    | Eugène Neveu                | ARD       | Georges Manchion            | ARD       |
| Molliens-Vidame    | Edmond Séclet               | PRRRS     | Edmond Séclet               | PRRRS     |
| Montdidier         | Clovis Bourdon              | PRRRS     | Clovis Bourdon              | PRRRS     |
| Moreuil            | Arthur Quillet              | PRRRS     | Arthur Quillet              | PRRRS     |
| Moyenneville       | Louis de Douville-Maillefeu | PRRRS     | Louis de Douville-Maillefeu | PRRRS     |
| Péronne            | Ernest Franqueville         | Cons.     | Charles Boulanger           | PRRRS     |
| Rue                | Anatole Gosselin            | ARD       | Anatole Gosselin            | ARD       |

*Conseillers généraux sortants ne se représentant pas

### Élus
| Partis       | Partis                                          | Conseillers sortants | Conseillers élus | Évolution     |
| ------------ | ----------------------------------------------- | -------------------- | ---------------- | ------------- |
|              | Parti républicain radical et radical-socialiste | 7                    | 12               | 5             |
|              | Alliance républicaine démocratique              | 6                    | 6                | en stagnation |
| Total Centre | Total Centre                                    | 13                   | 18               | 5             |
|              | Conservateurs                                   | 5                    | 1                | 4             |
|              | Fédération républicaine                         | 1                    | 0                | 1             |
| Total Droite | Total Droite                                    | 6                    | 1                | 5             |
|              | Section française de l'Internationale ouvrière  | 1                    | 1                | en stagnation |
| Total Gauche | Total Gauche                                    | 1                    | 1                | en stagnation |

### Groupes politiques
| Parti                                           | Sigle | Sigle | Élus |
| ----------------------------------------------- | ----- | ----- | ---- |
| Centre (34 sièges)                              |       |       |      |
| Parti républicain radical et radical-socialiste |       | PRRRS | 20   |
| Alliance républicaine démocratique              |       | ARD   | 12   |
| Radicaux indépendants                           |       | RI    | 1    |
| Droite (6 sièges)                               |       |       |      |
| Fédération républicaine                         |       | FR    | 4    |
| Conservateurs                                   |       | Cons. | 2    |
| Gauche (2 sièges)                               |       |       |      |
| Section française de l'Internationale ouvrière  |       | SFIO  | 2    |
| Président du conseil général                    |       |       |      |
| Louis Rameau (ARD)                              |       |       |      |